# 西拉雅大道
西拉雅大道位於臺南市新市區、善化區，為南科台南園區（南科）的東西向主要道路之一。西起環西路，穿越南科，跨越臺鐵縱貫線，東至台1線。全長約4.6公里，寬度50公尺，本路於2007年12月29日舉行通車典禮。

## 沿路設施

### 環西路一段（起）
- 南部科學園區臺南園區
- 台電三竹配電變電所
- 道爺湖

### 南科南、北路
- 勞動部勞動力發展署雲嘉南分署南科就業服務台
- 南科商務會館
- 國家高速網路與計算中心台南分部
- 國網雲端資料中心（興建中）
- 國家科學及技術委員會南部科學園區管理局
- 國立臺灣史前文化博物館南科考古館

### 環東路一段
- 台灣高鐵高架橋

### 環東路二段
- 南科宿舍區
- 國立南科國際實驗高級中學（含國小部）
- 國立成功大學南科研發中心
- 台南市公共自行車-YouBike2.0南科實驗高中-國中部
- 台南市公共自行車-YouBike2.0國立成功大學台達大樓

### 復興路、成功路
- 南科車站
- 台南市公共自行車-YouBike2.0南科車站
- 台南市公共自行車-YouBike2.0南科車站(東側)
- 兒南公園

## 本路段客運
- 幹支線公車[2]

| 編號 | 路線                                           | 本路段公車站         |
| ---- | ---------------------------------------------- | -------------------- |
| 綠1  | 新化－南科商場－善化轉運站                     | 西拉雅公園           |
| 綠2  | 新化－南科實中－善化轉運站－山上市場           | 南科實中             |
| 綠3  | 新化－樹谷園區－善化轉運站                     | 西拉雅公園－南科實中 |
| 綠4  | 新化－陽光電城－善化轉運站                     | 陽光電城－南科火車站 |
| 橘12 | 麻豆轉運站－善化轉運站－新市火車站－臺南轉運站 | 南科實中             |
| 橘14 | 麻豆轉運站－南科園區－陽光大道                 | 南科實中             |